# フィルブルック美術館
フィルブルック美術館（Philbrook Museum of Art）は、オクラホマ州タルサにある美術館である。

## 沿革
フィルブルック美術館は実業家ウェイト・フィリップス夫妻の邸宅であったイタリア・ルネサンス調の建物を1939年より美術館として公開している。フィルブルック邸は1926年より建築家エドワード・ビューラー・ディルクの設計で建設が始まり、翌年に終わった。ヴィラ・フィルブルックと呼ばれたこの邸宅には72もの部屋があり、広さは23エーカーと広大であった。1938年にウェイト・フィリップスはこの邸宅を、文化振興の目的で使ってほしいとタルサ市に寄贈した。 そして1939年よりフィルブルック美術館として一般公開される。 1940年にはアートクラスのためのスタジオが、1949年には子供のためのミュージアムが追加された。 博物館は毎日午前 9 時から午後 5 時まで開館しています。月曜日と火曜日を除く

## コレクション
ルネサンス及びバロック期の彫刻や美術品で知られている。その中にはピエロ・ディ・コジモ、ジェンティーレ・ダ・ファブリアーノ、ビアージョ・ダントーニオ、タンツィオ・ダ・ヴァラッロ、ベルナルド・ストロッツィなどがある。19世紀の作品には ウィリアム・アドルフ・ブグローやジャン＝バティスト・カミーユ・コロー、アメリカのトーマス・モラン、 ウィリアム・メリット・チェイス、レヴィ・ウェルズ・プレンティスがある。ネイティヴ・アメリカンやアフリカ美術のコレクションも充実している。

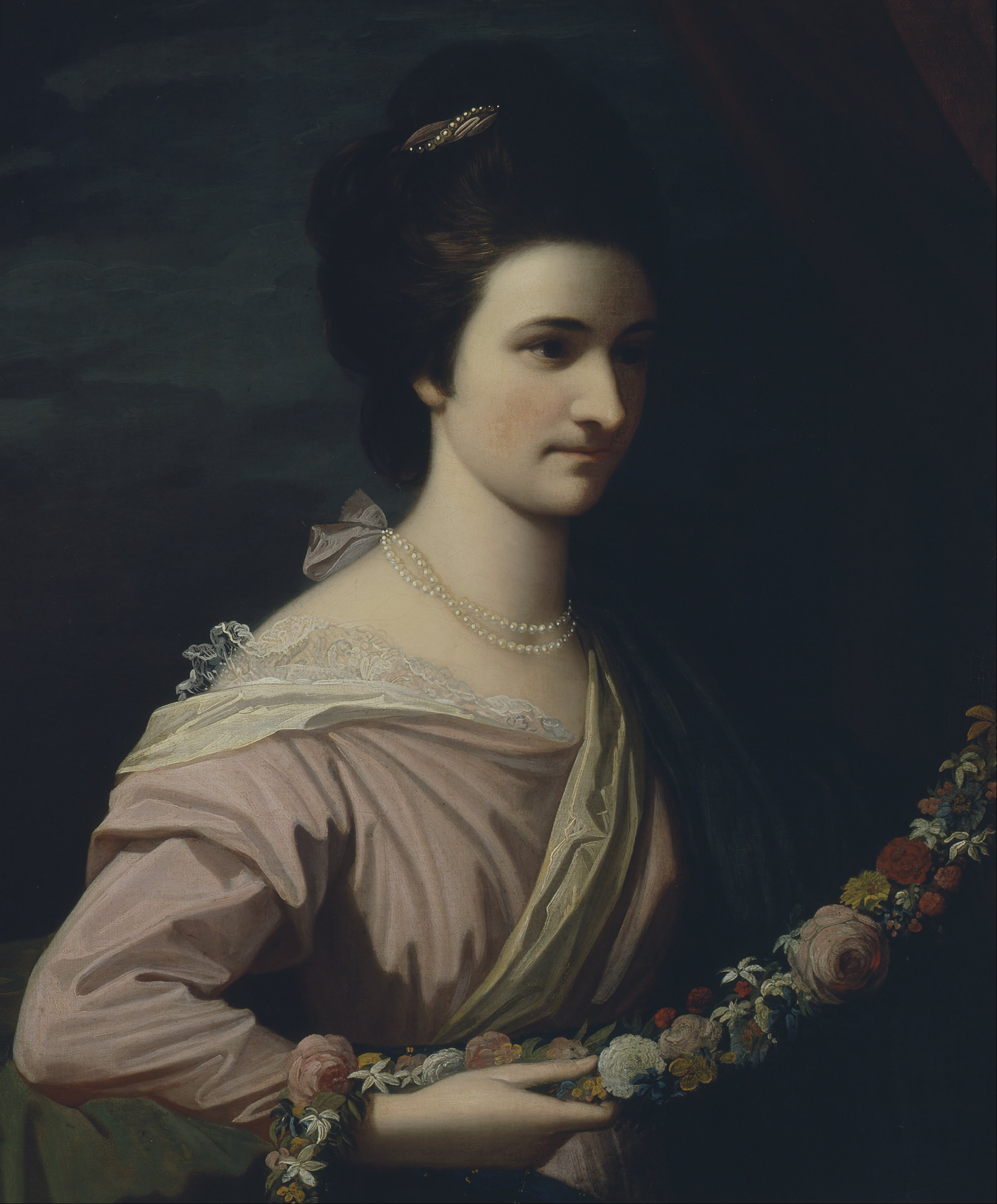
ベンジャミン・ウエスト, Miss Elizabeth Milward (1770)
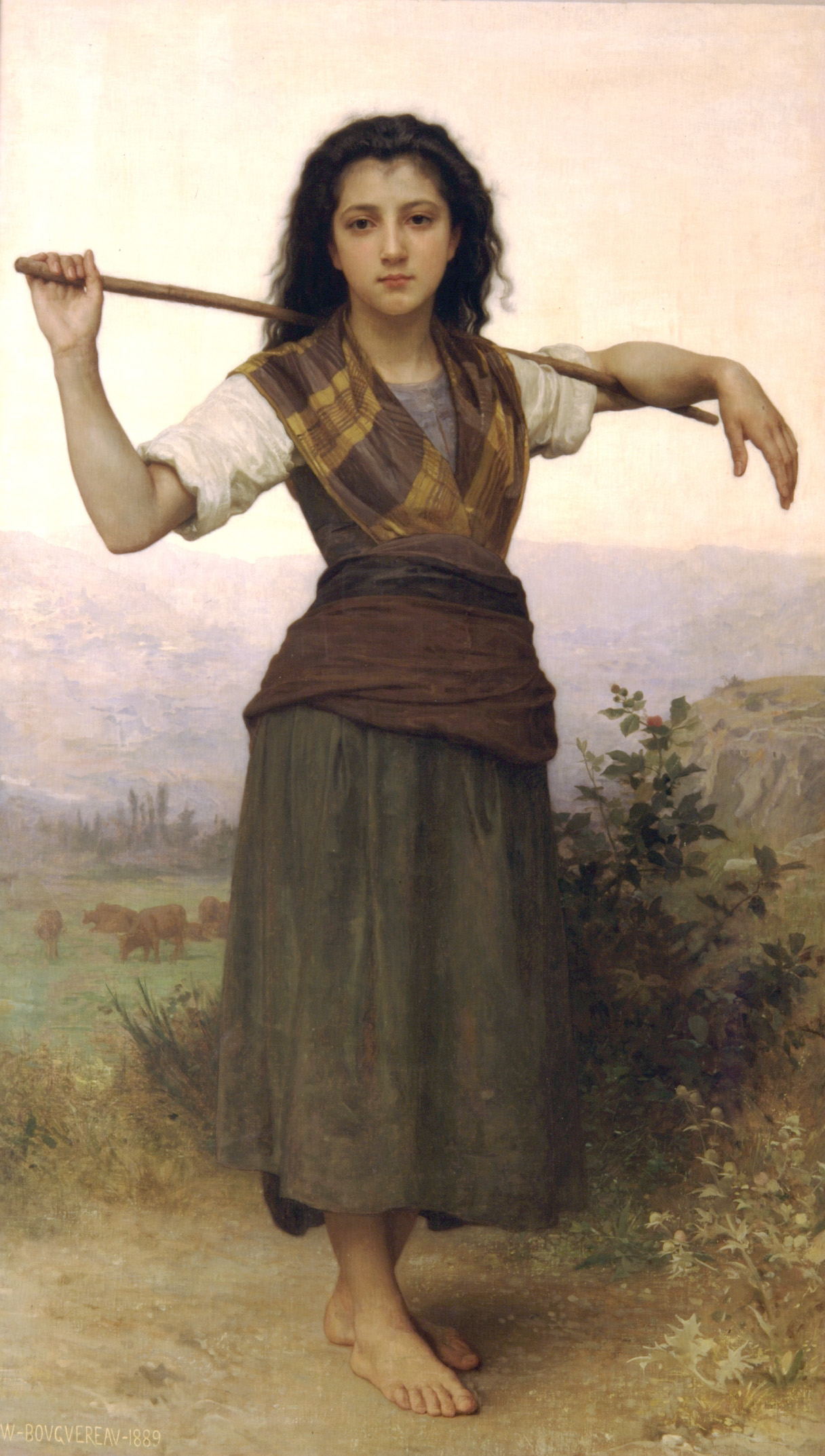
ウィリアム・アドルフ・ブグロー, The Shepherdess (1889)
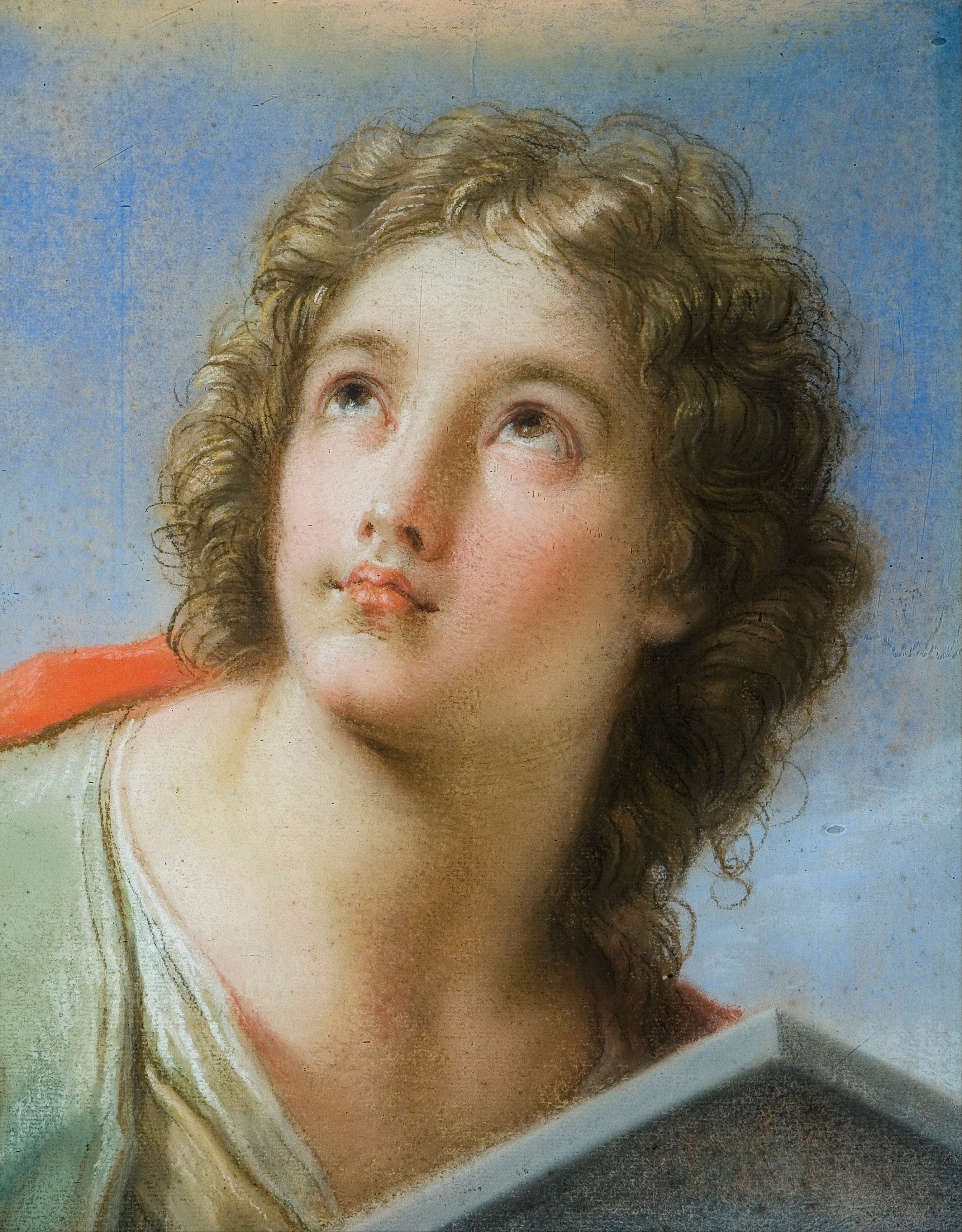
ベネデット・ルティ, Saint John the Evangelist
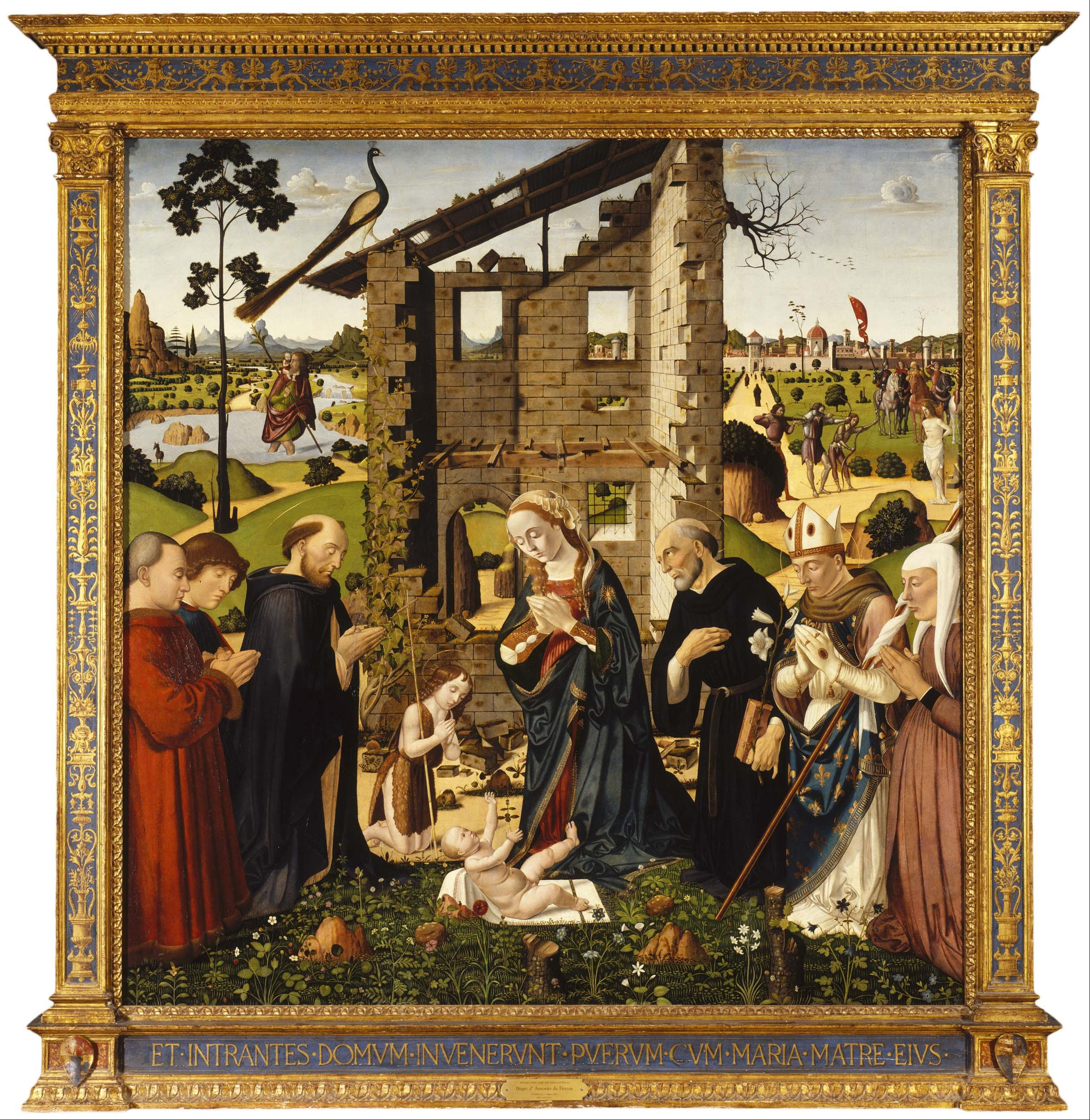
ビアージョ・ダントーニオ, The Adoration of the Child with Saints and Donors (c. 1476)
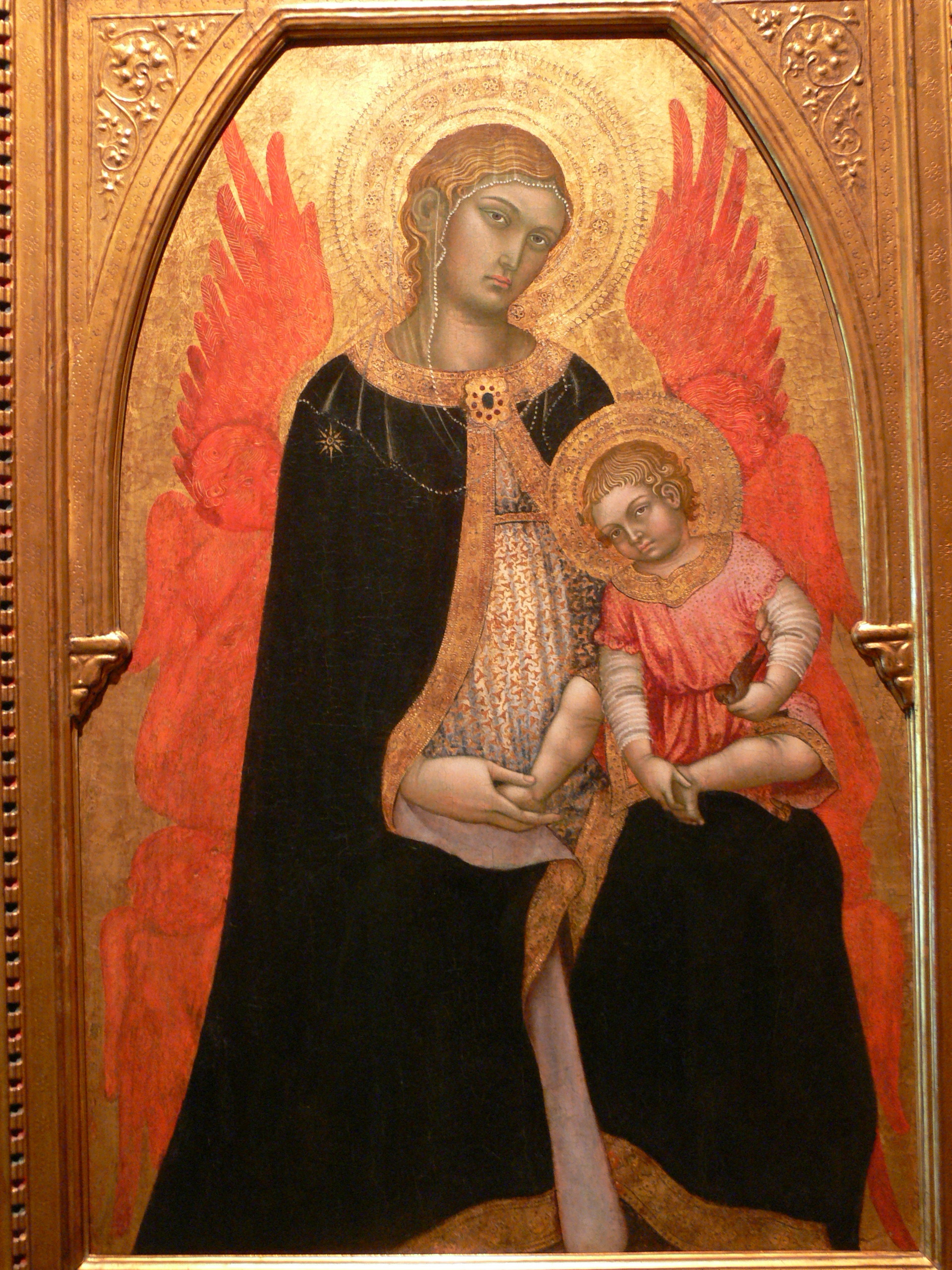
Taddeo di Bartolo, 「聖母子」 (c. 1410)
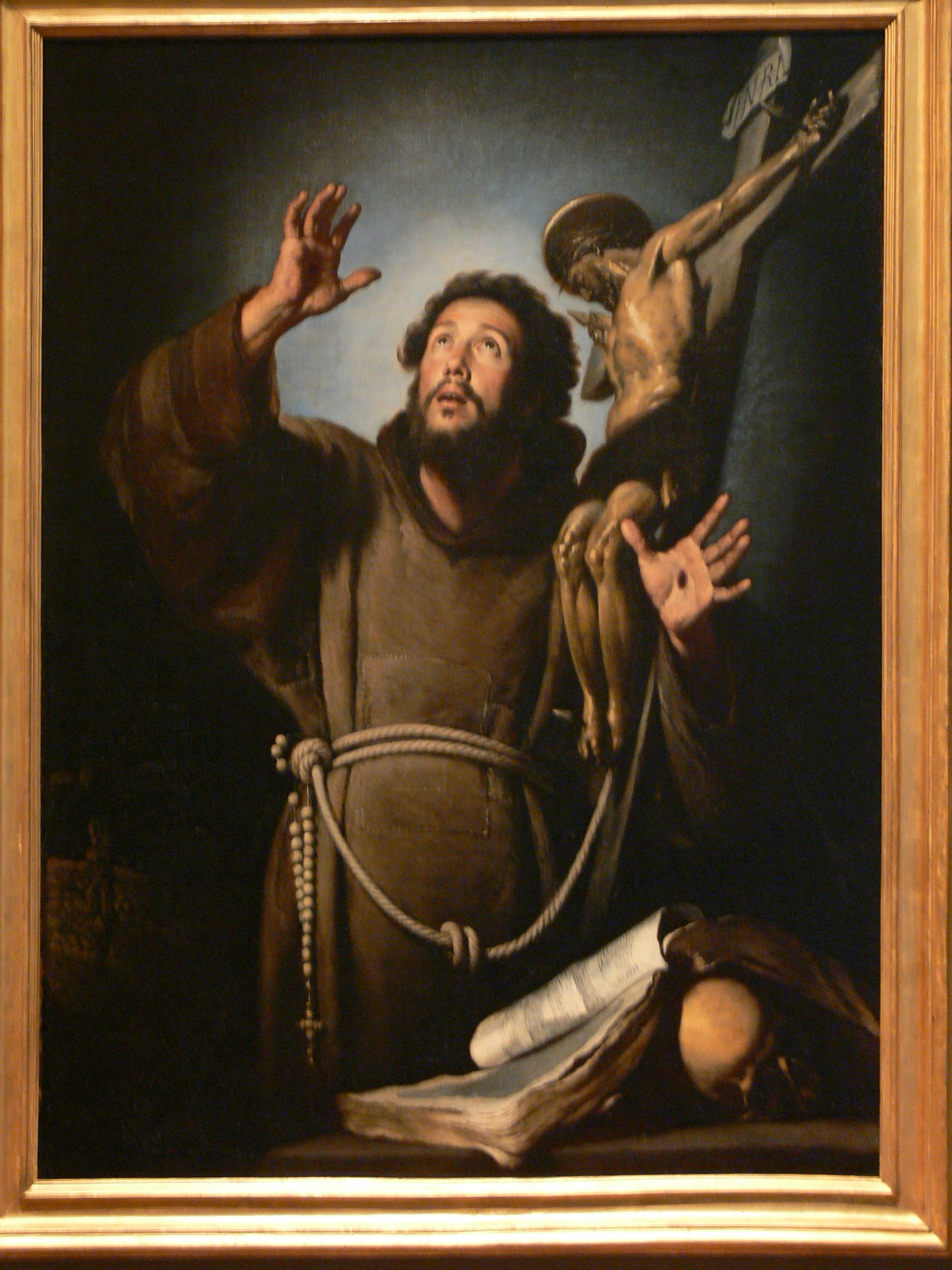
ベルナルド・ストロッツィ, St. Francis in Ecstasy (c. 1618-20)
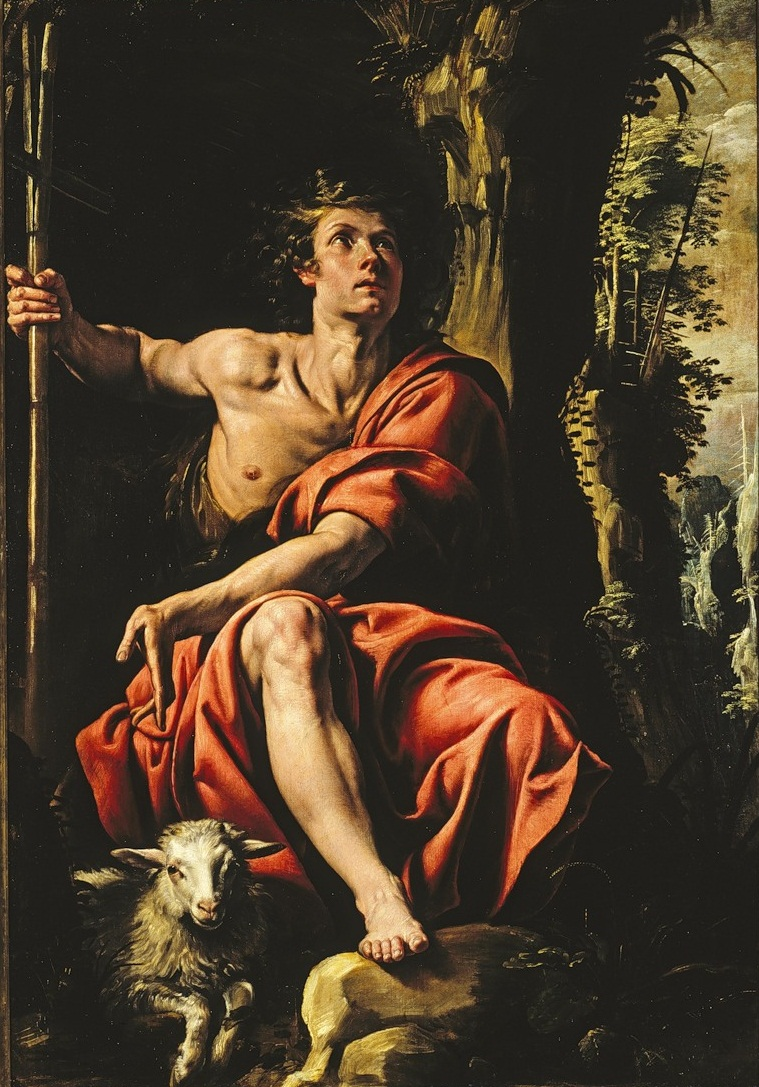
Tanzio da Varallo, Saint John the Baptist in the Wilderness (c. 1627-29)
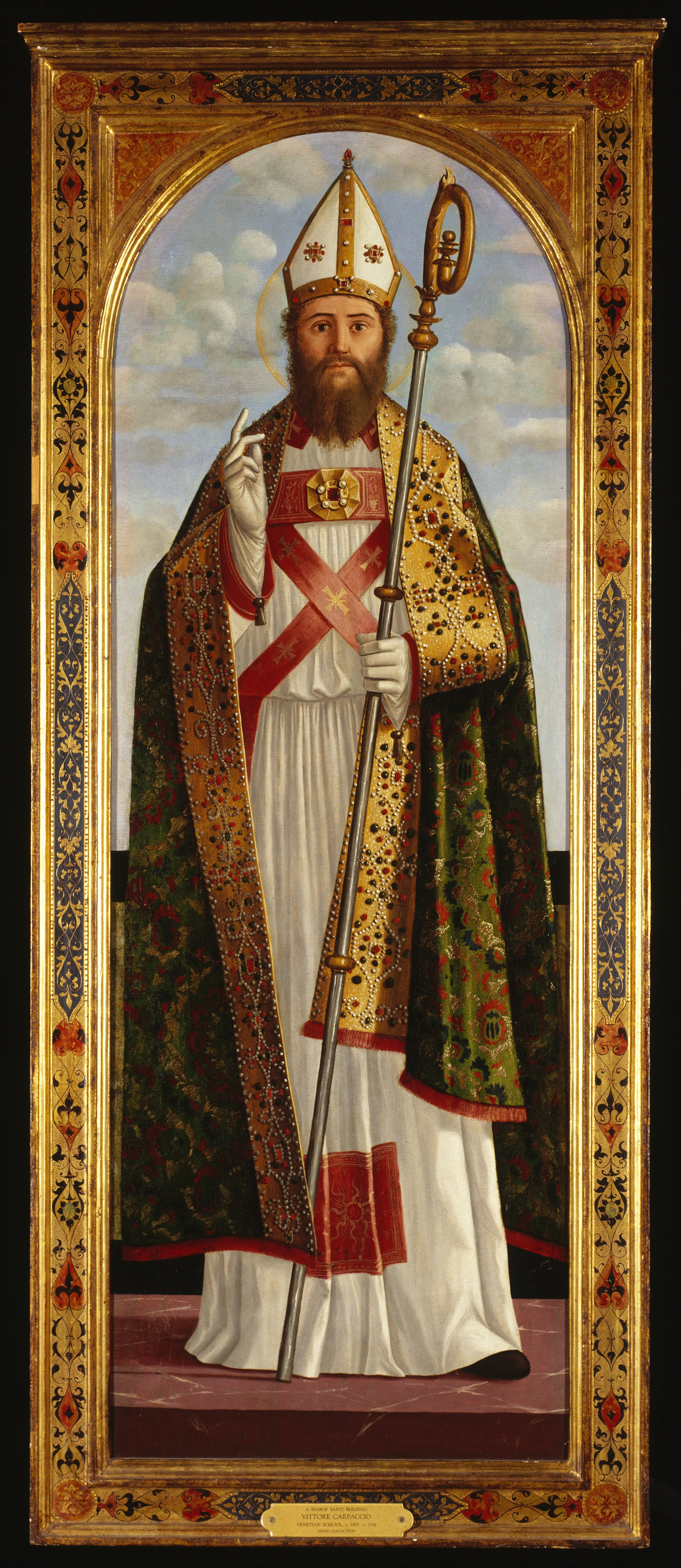
ヴィットーレ・カルパッチョ, A Bishop Saint Blessing

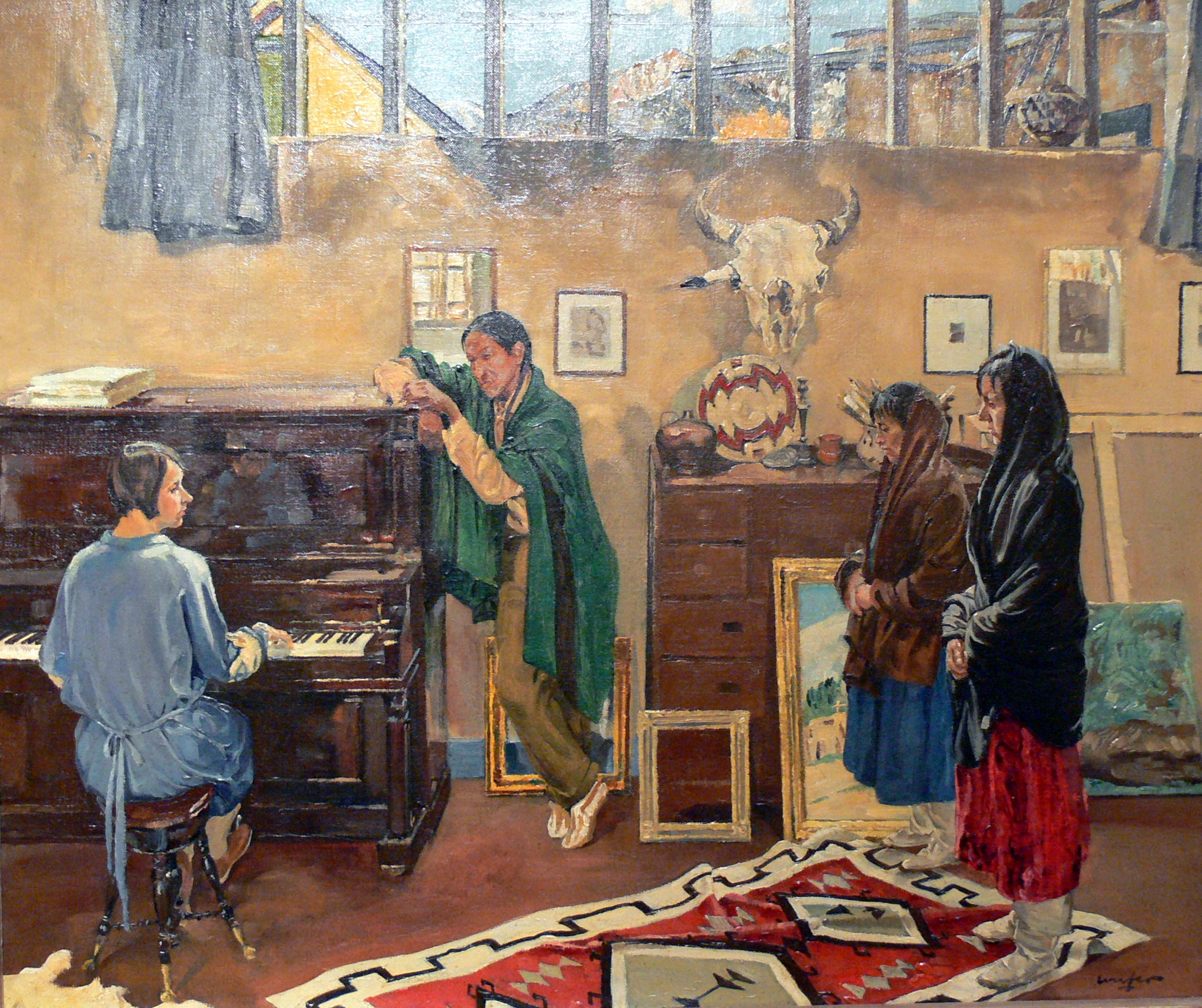
Walter Ufer, The Listeners (1920)
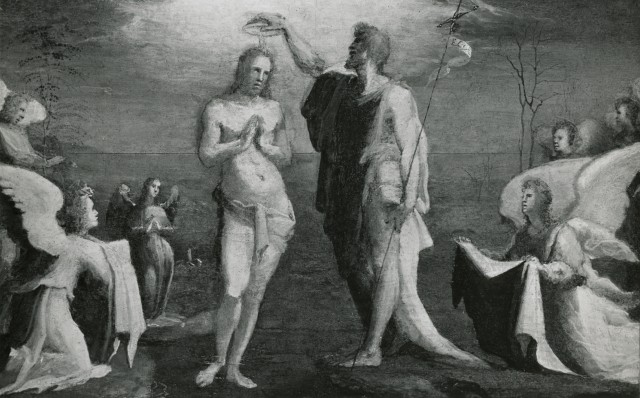
ドメニコ・ベッカフーミ, 「キリストの洗礼」 (1528)
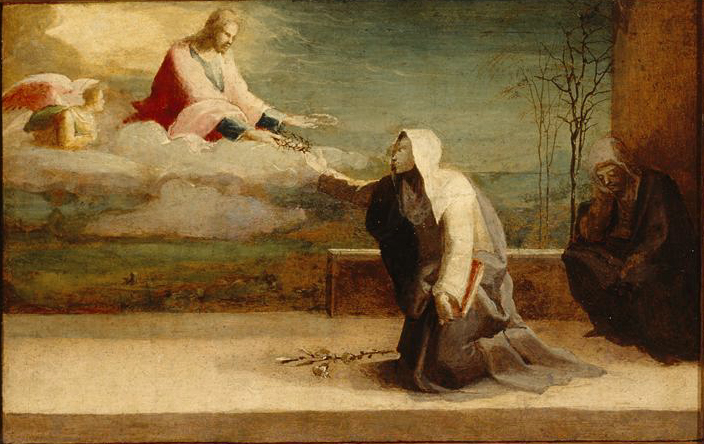
ドメニコ・ベッカフーミ, Vision of Saint Catherine of Sienna (1528)
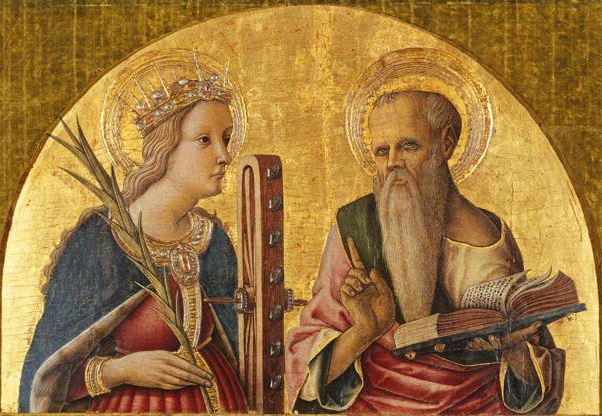
カルロ・クリヴェッリ, Saint Catherine of Alexandria and Girolamo
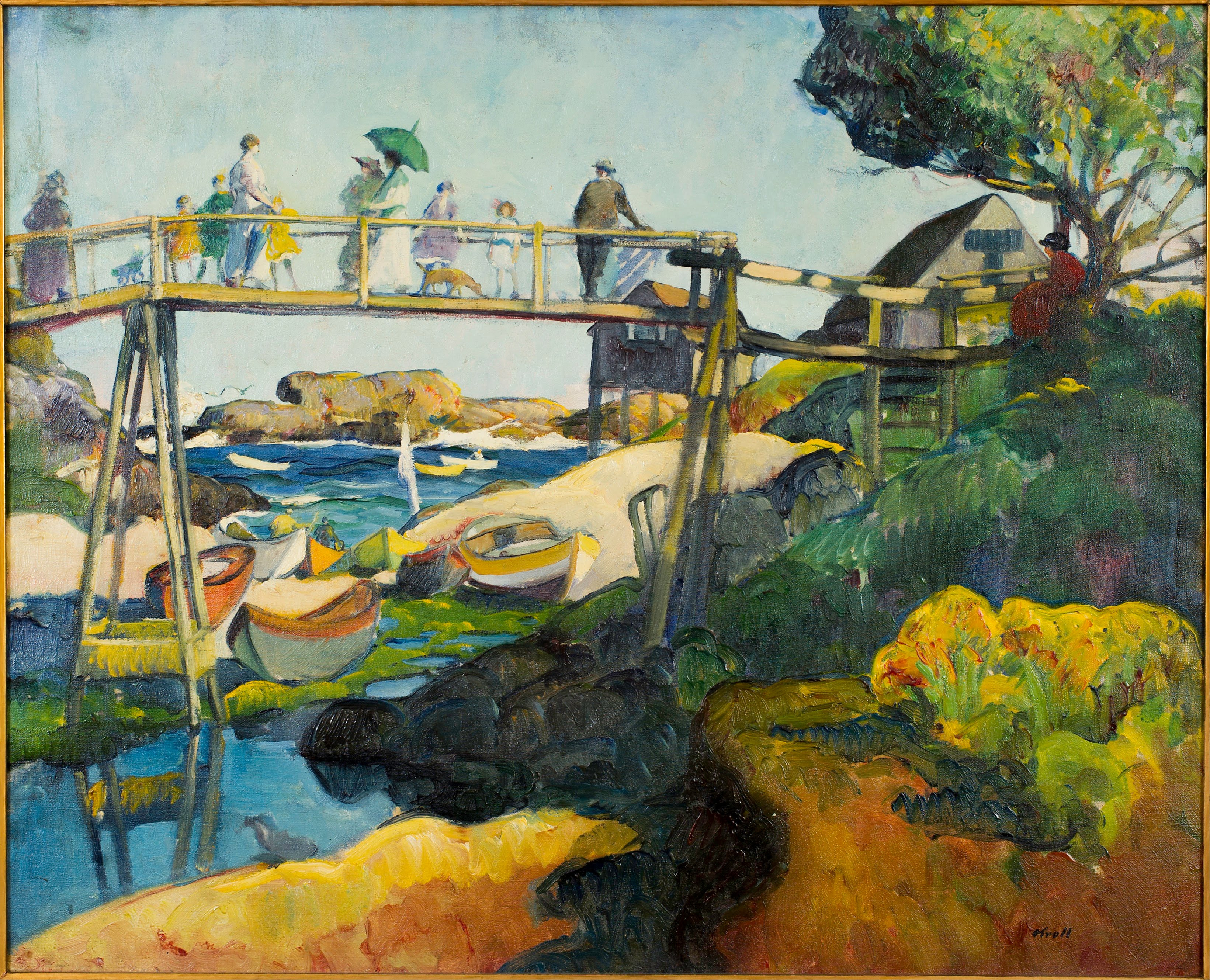
Leon Kroll, The Gay Bridge (1919)
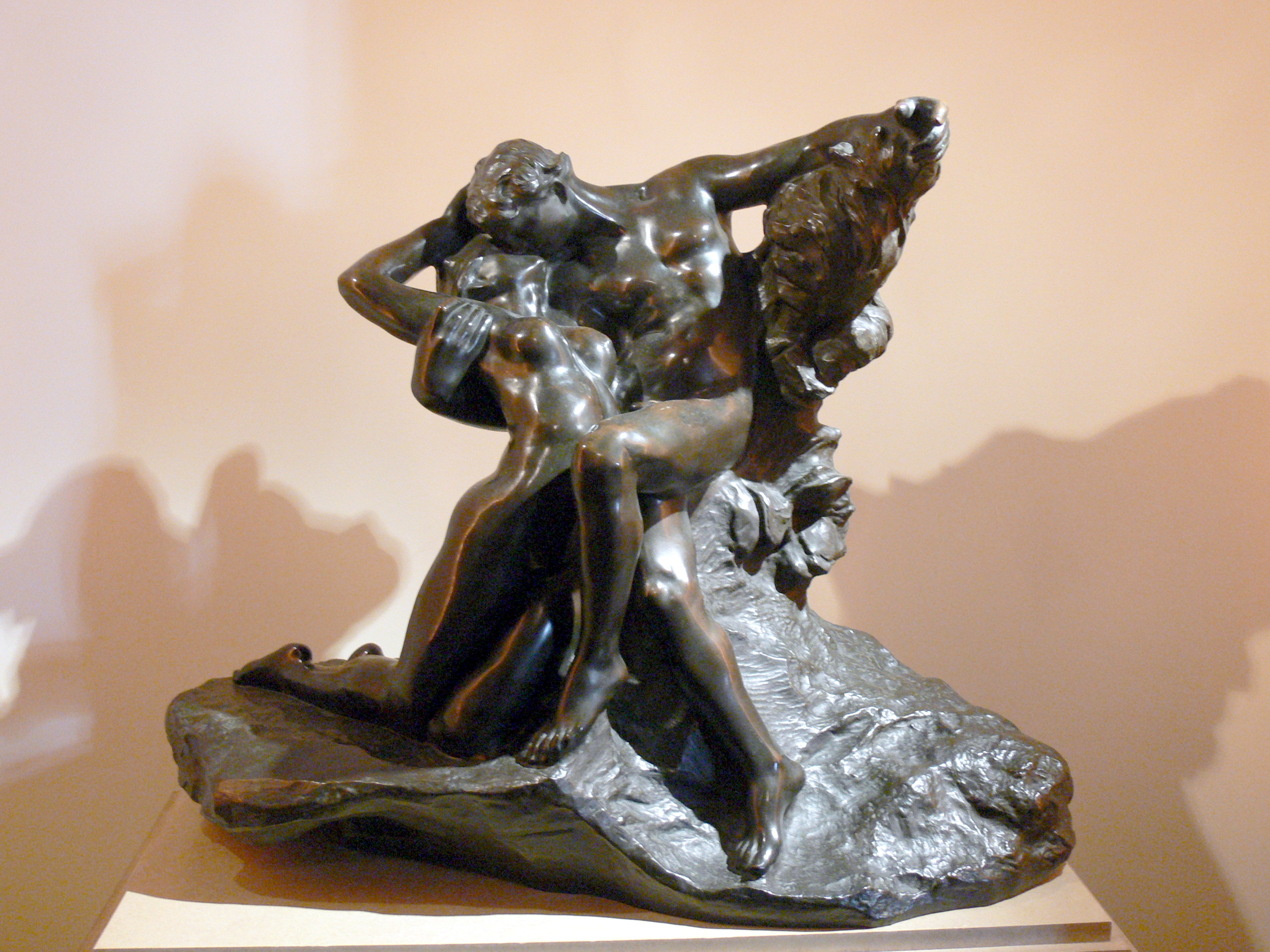
オーギュスト・ロダン, The Eternal Spring
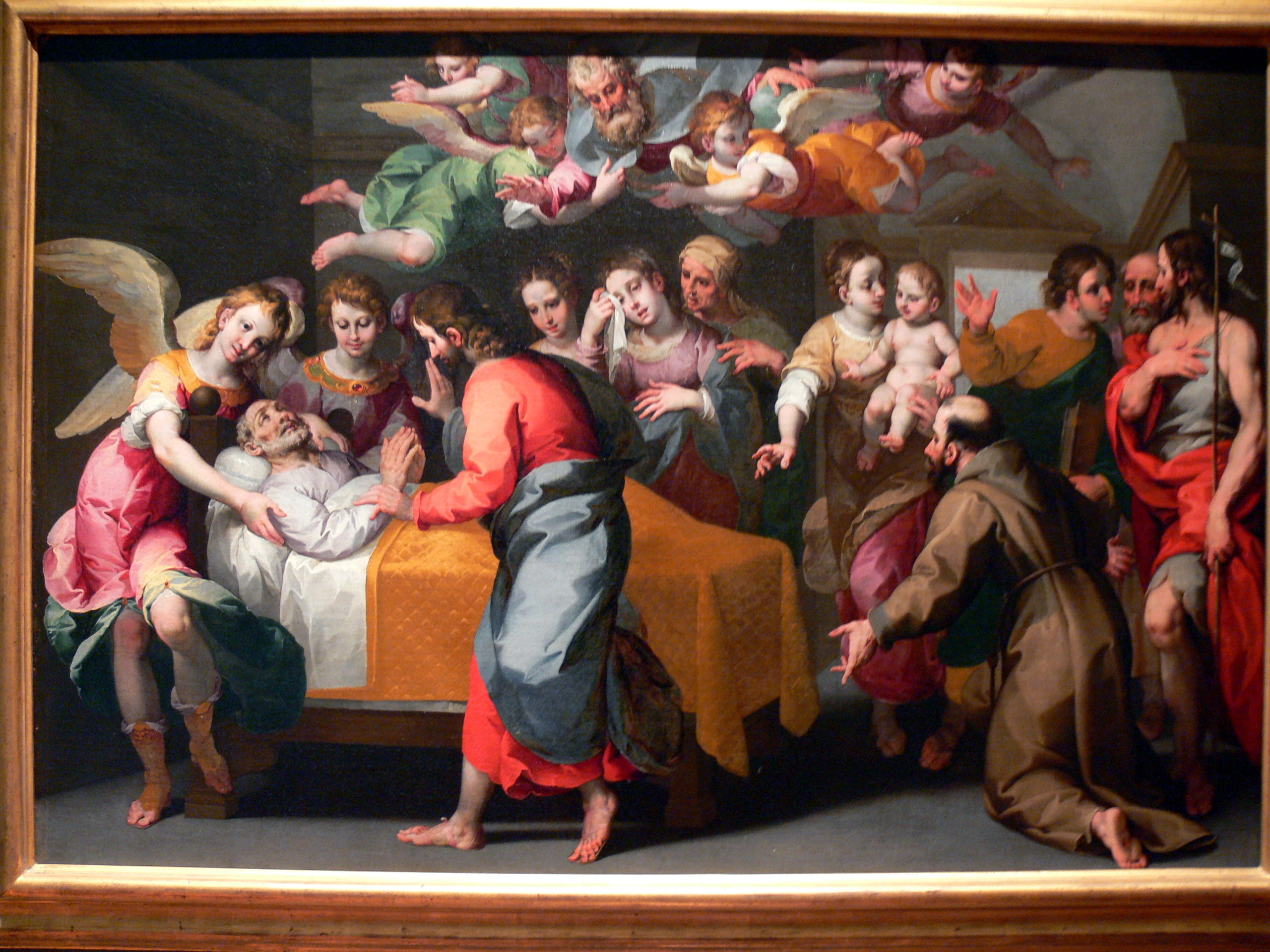
Simone Barabino, The Death of Saint Joseph (1620)
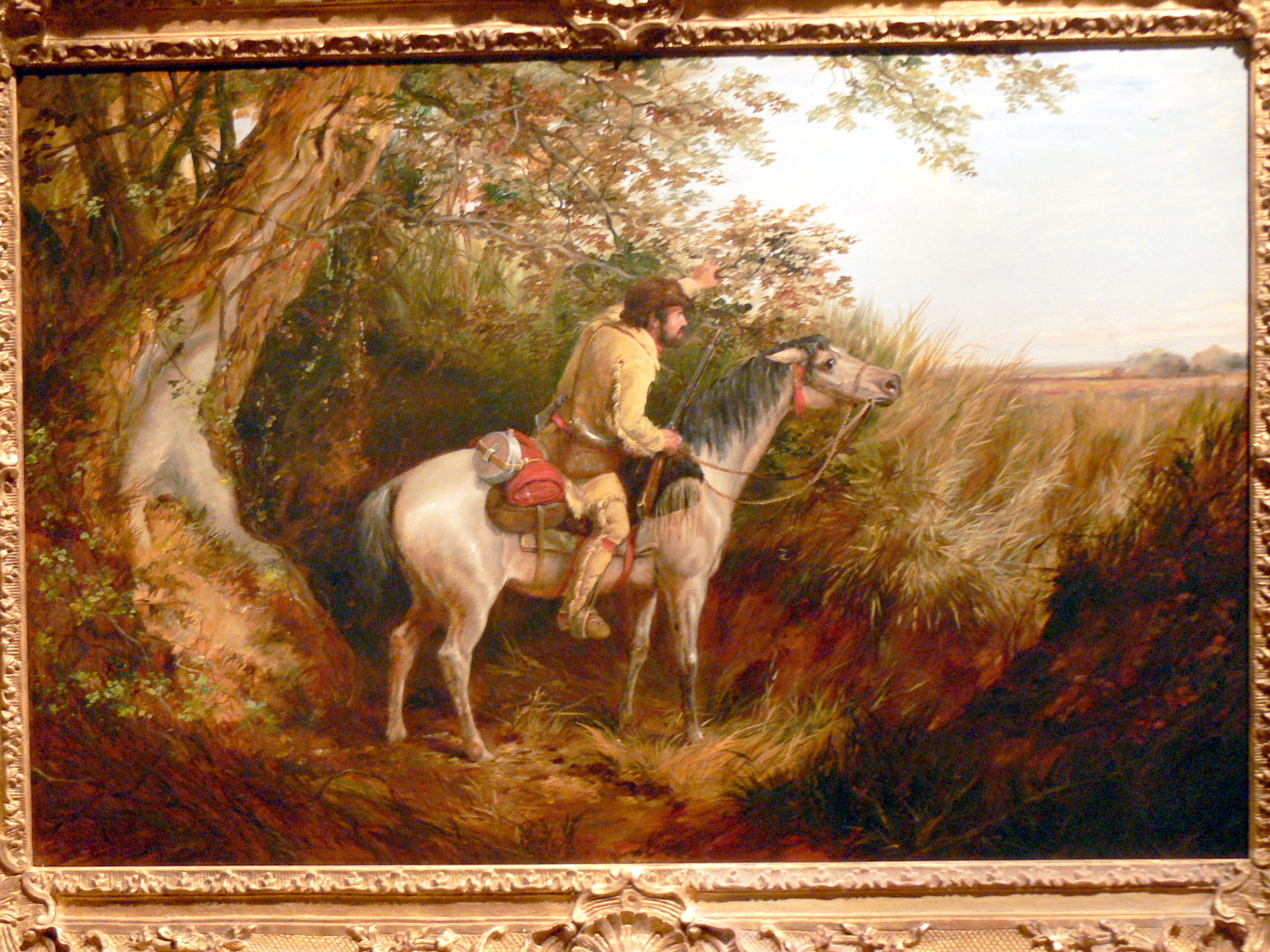
アーサー・フィッツウィリアム・テイト, 「待ち伏せする猟師」 (1853)
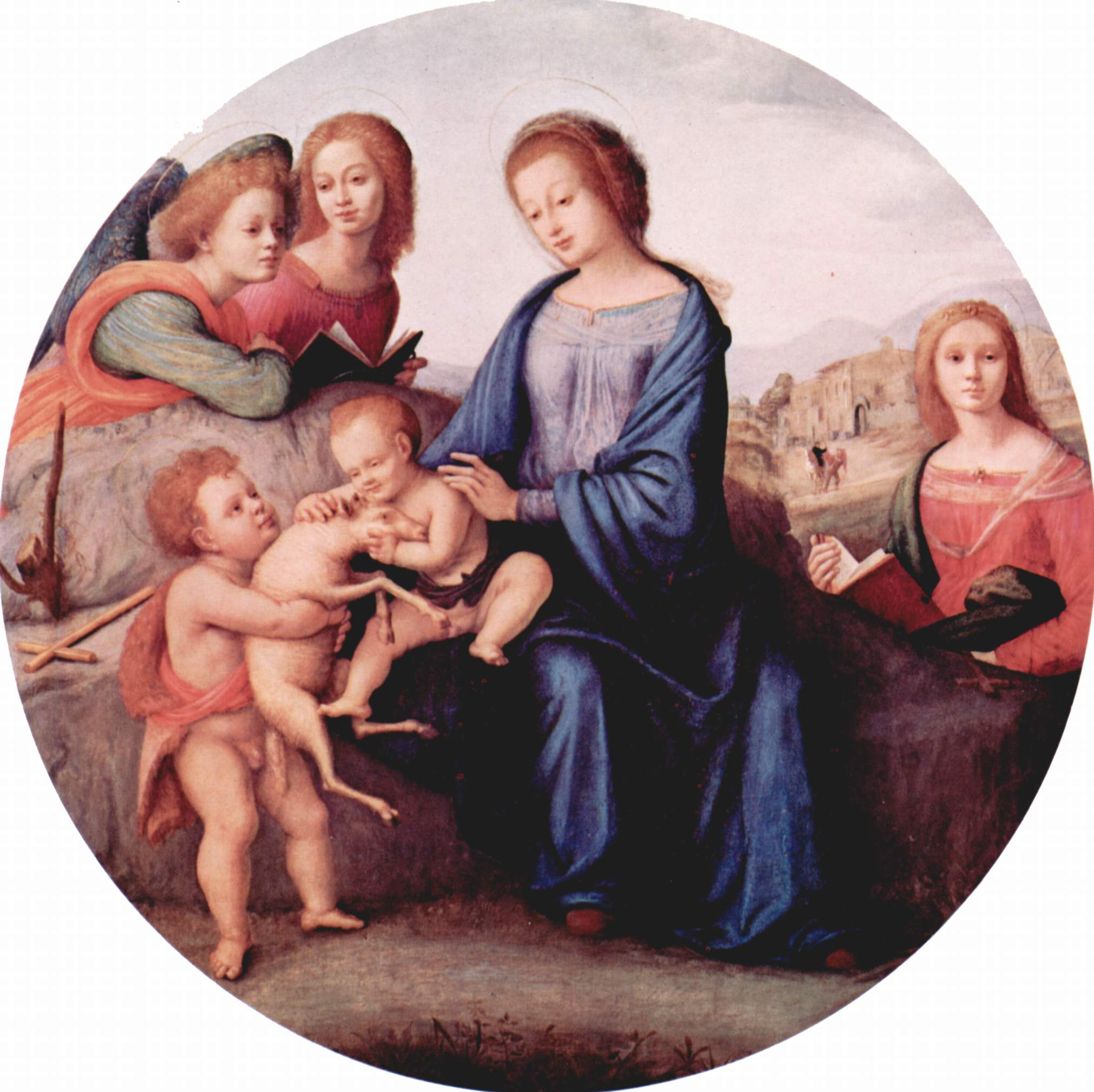
ピエロ・ディ・コジモ, Madonna and Child with Saints and Angels (c. 1520)

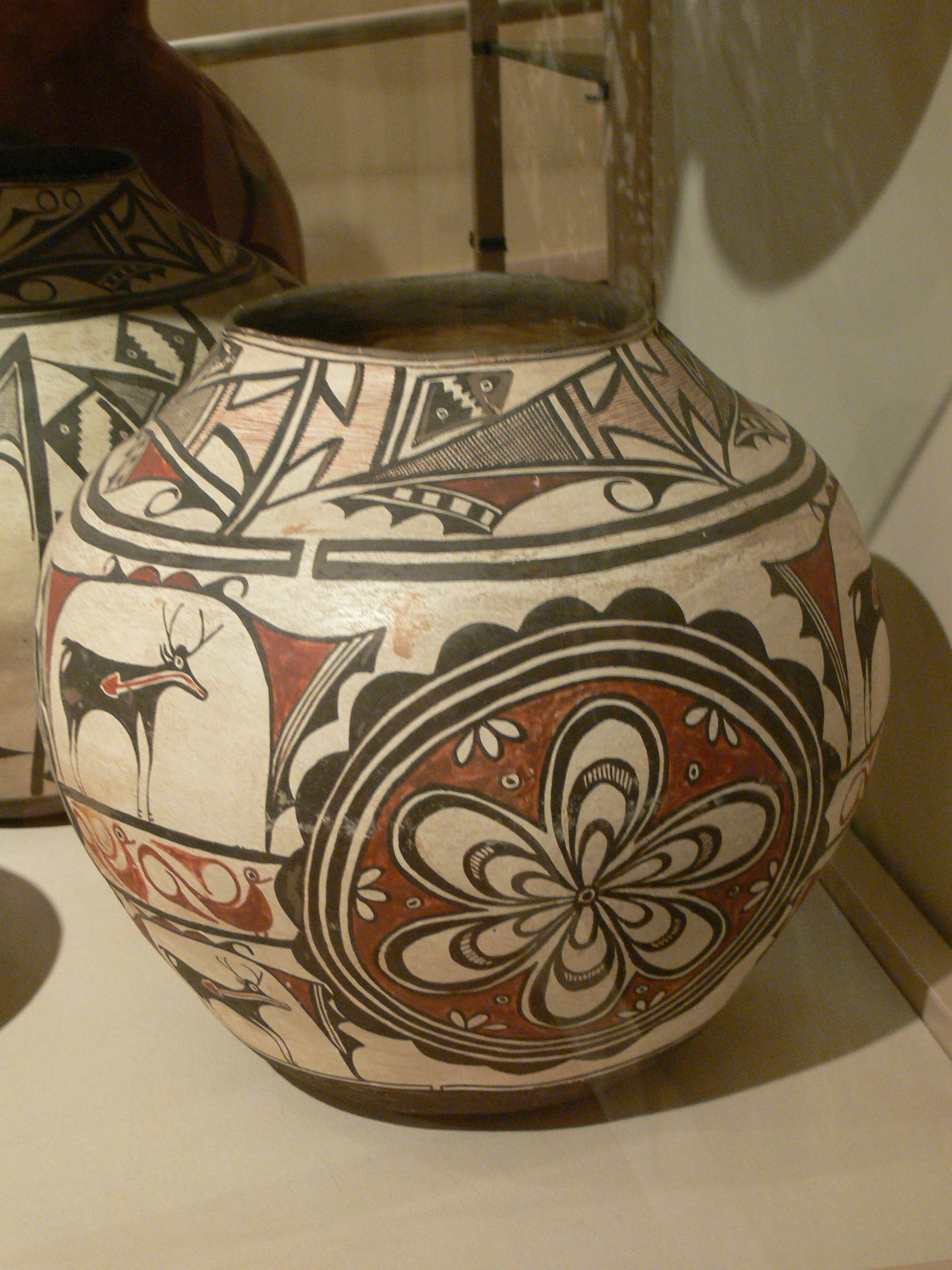
プエブロ 文化の陶器
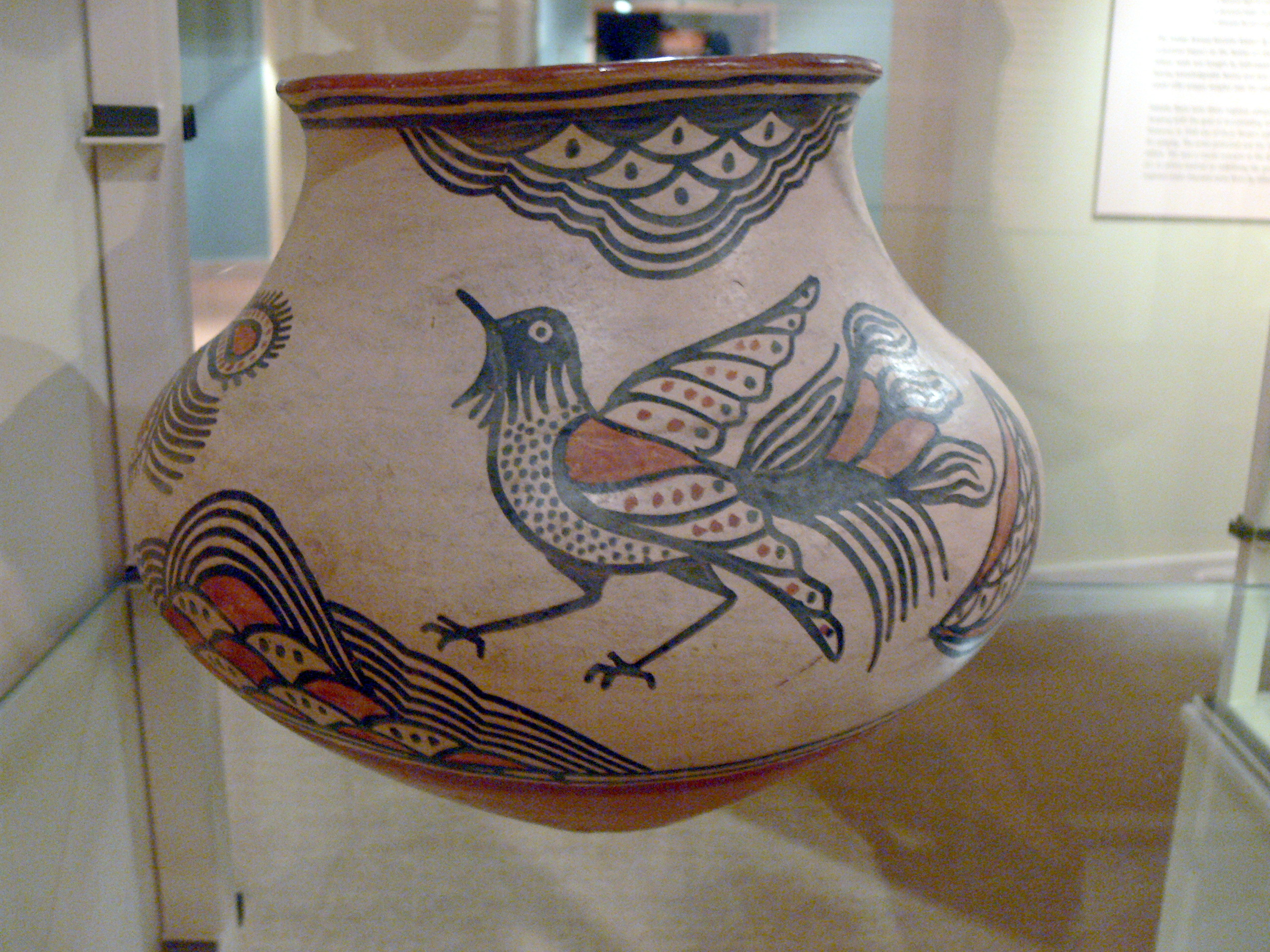
プエブロ文化の陶器
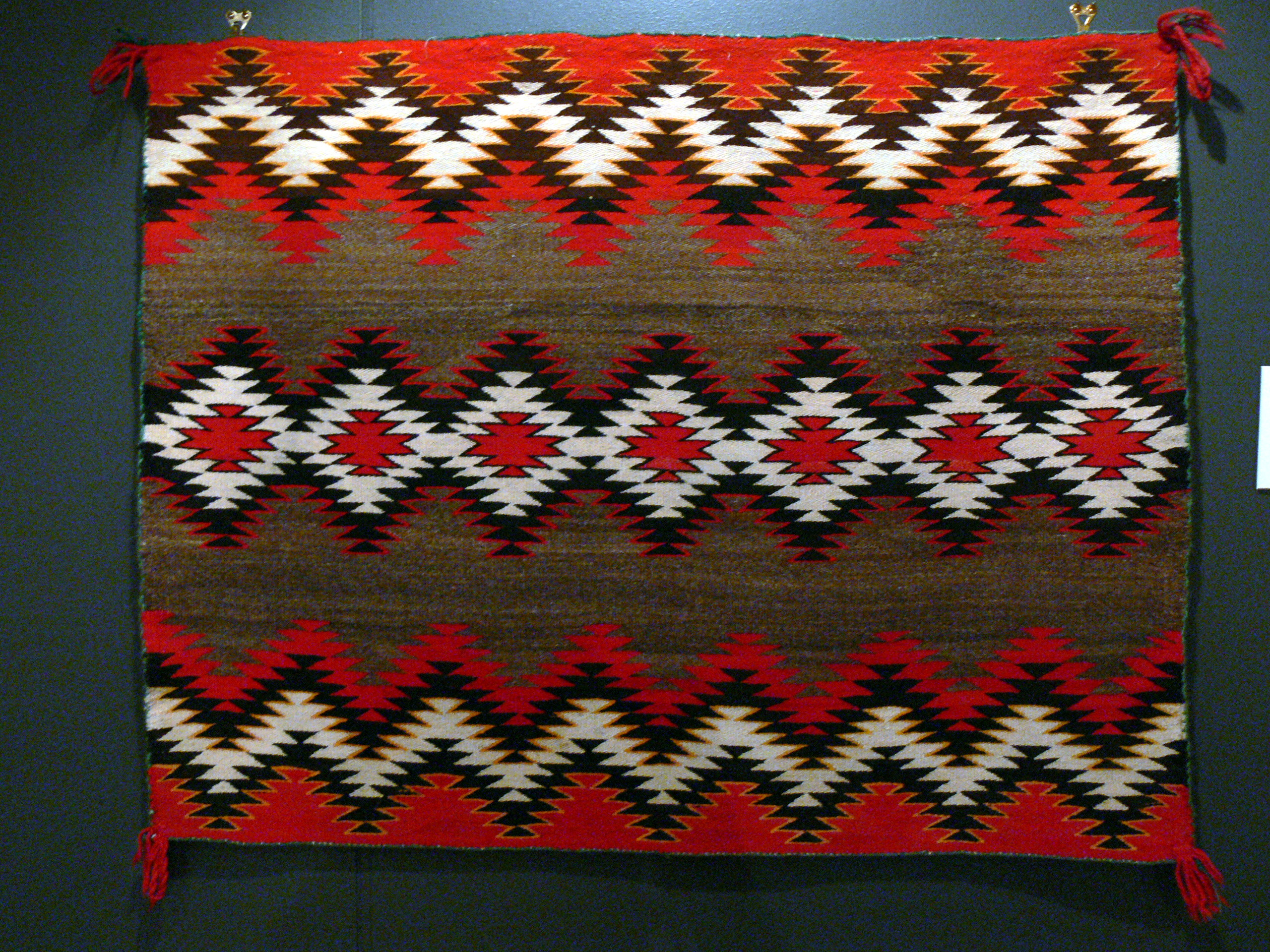
Navajo people single saddle blanket (1880s)
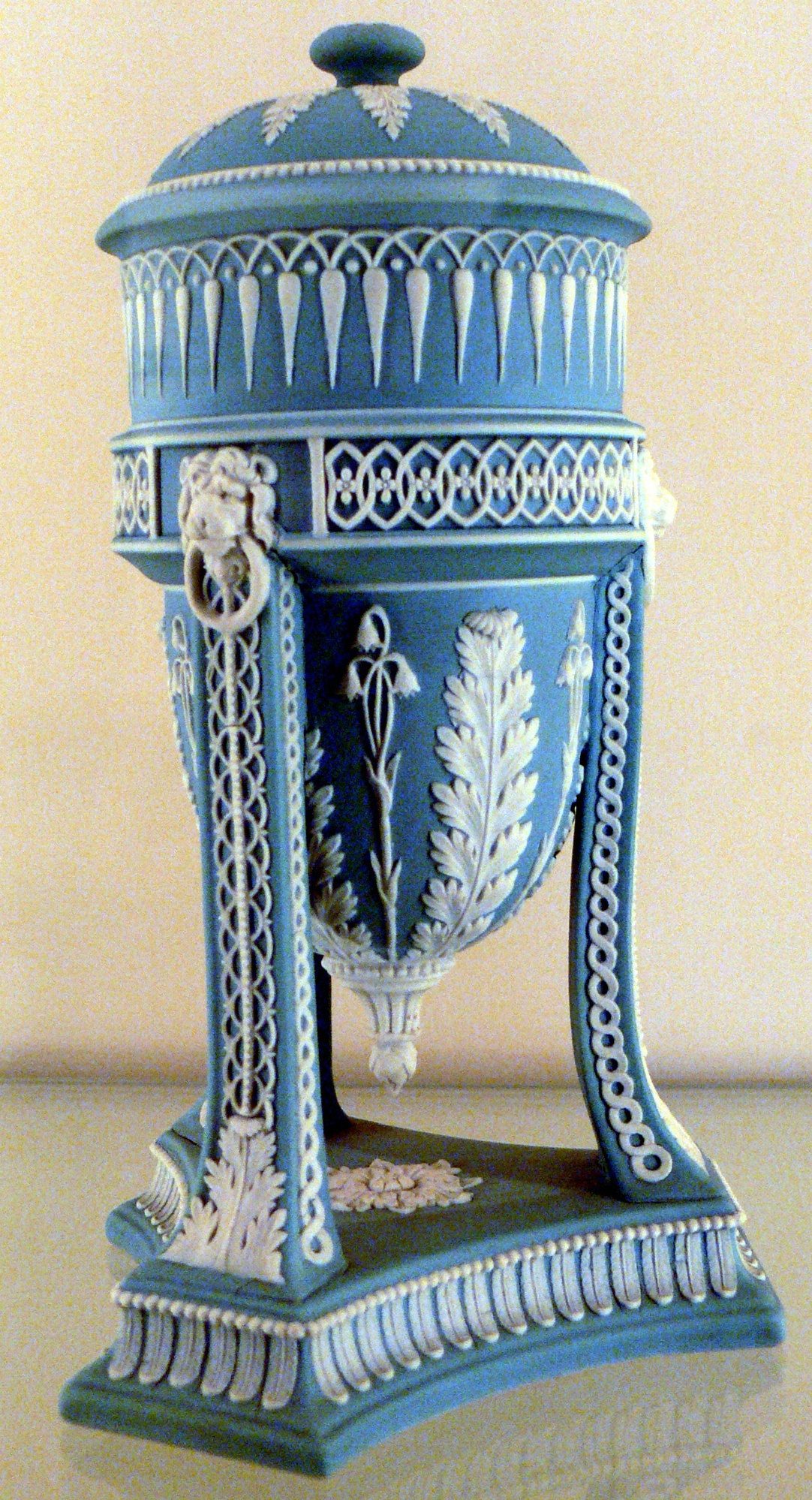
ウェッジウッド 花瓶

## 参照
1. ↑  "Philbrook Museum of Art," TravelOK.com (accessed May 6, 2010).
2. 1 2 3  Young, Thomas E., "Philbrook Museum of Art," Encyclopedia of Oklahoma History and Culture (accessed May 6, 2010)
3. ↑  “Philbrook Museum Of Art” (2022年10月13日). 2022年10月19日閲覧。